# Mirtha Legrand
Rosa María Juana Martínez Suárez (Villa Cañás, Santa Fe (Argentina); 23 de febrer de 1927) més coneguda pel seu pseudònim Mirtha Legrand o pel seu sobrenom La Chiqui, és una actriu, conductora i presentadora de televisió argentina. Des del 17 de juliol de 1940 que va començar la seva carrera artística, va actuar en 36 pel·lícules, onze obres teatrals i tres sèries televisives, i va conduir dos cicles de ràdio i un programa televisiu d'entrevistes durant el dinar que s'emet des del 3 de juny de 1968. És una de les persones més famoses i amb trajectòria mediàtica més extensa al seu país.
Des de molt jove va integrar l'anomenada «època d'or» del cinema argentí i es va convertir en un emblema de les comèdies blanques, en pel·lícules com Los martes, orquídeas, Adolescencia, El retrato y La pequeña señora de Pérez, per la qual va obtenir el premi a la millor actriu de l'AACCA (Acadèmia d'arts i ciències cinematogràfiques de l'Argentina). Després de contraure matrimoni amb el director de cinema Daniel Tinayre (1910-1994) el 1945, va incursionar activament en el gènere dramàtic. Va ser així com va obtenir un gran èxit amb La vendedora de fantasías (1950), La de los ojos color del tiempo (1952) i En la ardiente oscuridad (1959), pel qual va rebre el premi a la Millor Actriu d'aquell any. Es va retirar del cinema el 1965, després de filmar Con gusto a rabia.
El 1968, va iniciar el seu programa televisiu Almorzando con las estrellas, transmès per Canal 9. Ràpidament es va convertir en un èxit en incorporar la nova temàtica d'esmorzar en viu mentre s'entrevistava figures de l'espectacle, l'esport i la política. Poc després el cicle va ser reanomenat a Almorzando con Mirtha Legrand a causa del protagonisme que va adquirir la presentadora. El programa va deixar d'emetre's entre el 1974 i el 1976, entre el 1981 i el 1987, el 1999-2000, el 2002 i el 2011-2012. El 2012 va protagonitzar La dueña, que va significar el seu retorn a l'actuació televisiva després de 46 anys.
Considerada una icona del món de l'espectacle argentí, és admirada per la seva llarga trajectòria i vitalitat, i també criticada per les seves postures polítiques conservadores i de tolerància amb les dictadures que van governar a Argentina.
Va obtenir múltiples reconeixements al llarg de la seva vida, entre ells el premi Domingo Faustino Sarmiento al Senat de la Nació Argentina el 2007 i la designació de ciutadana il·lustre de la Ciutat de Buenos Aires. Va rebre a més el premi Martín Fierro d'Or el 1993, mentre que el 2009 es va convertir en la primera persona a obtenir el de Platí i el 2017 el de Brillants.

## Infantesa
Rosa María Juana Martínez Suárez va néixer el 23 de febrer de 1927 en un habitatge del carrer General López 576 de Villa Cañás, una localitat de la província de Santa Fe ubicada a 200 km de Rosario. Els seus pares, tots dos d'origen espanyol, són José Martínez (1899-1937), comerciant natural d'Almeria, que va contraure matrimoni als anys 1920 amb Rosa Suárez, natural de Santander i de professió mestra. Tenia dos germans, el gran, va ser el director cinematogràfic José A. Martínez Suárez (1925-2019) i la seva germana bessona va ser l'actriu retirada Silvia Legrand (pseudònim de María Aurelia Martínez). Des de petites se'ls va atribuir l'apel·latiu de «Chiquita» a Rosa Maria Juana i de «Gordi» a Maria Aurelia, que després seria modificat per «Goldi».

Les germanes van realitzar els seus estudis primaris a l'Escola Fiscal núm. 178 de Santa Fe i durant la seva infantesa van estar acompanyades per les mainaderes Elena i Bruna Ambrossi. La seva germana Silvia va recordar en un testimoni a Néstor Montenegro: «Chiquita sempre demanava a Bruna, quan la pentinava, "Bruna, fes-me el monyo més gran a mi". Era molt bonica, sempre volia lluir bé. La mare ens vestia a les dues iguals, érem un dibuixet».

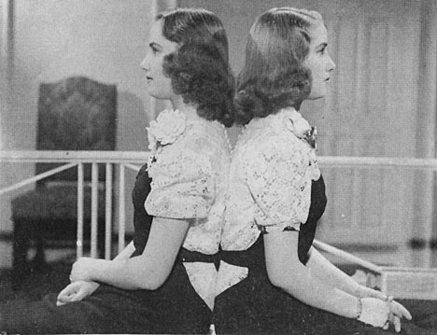
Les germanes Mirtha i Silvia Legrand. Fotografia de començaments de la dècada del 1940

Per a 1934, Rosa i els seus tres fills s'havien traslladat a Rosario, on les germanes van continuar els seus estudis al Col·legi Maria Auxiliadora. El seu pare tornava tots els caps de setmana per visitar-les mentre s'encarregava del comerç local de Villa Cañás. A Rosario, les germanes van prendre cursos infantils d'actuació al Teatre Municipal i van estudiar cant, recitat, piano i danses clàssiques i espanyoles, disciplines molt practicades en aquella època. Durant el seu temps lliure les germanes solien fer passejades al voltant de la plaça 9 de Julio, anar al cinema Dante i freqüentar la llacuna propera.
El 19 de gener de 1937, el seu pare va morir inesperadament després d'una operació d'úlcera de duodè. El 1992, el seu fill José Martínez es va trobar amb un integrant de l'equip mèdic del doctor Enrique Jáuregui, encarregat de la cirurgia del seu pare fa 55 anys. En aquesta confluència va saber que el seu pare havia mort a causa d'una mala praxi, terme que no existia al moment del seu decés. Anys més tard, Martínez va confessar: «Em va explicar que en un moment que Jáuregui estava acabant una operació, li va dir: "Doctor, vostè quan cus [...]", i ell va baixar la mascareta, el va mirar fixament i va respondre: "Jáuregui cus així!". I mai més no li va preguntar res».
Després de la mort del seu pare, la família va decidir anar a viure de manera definitiva al barri de La Paternal, a la ciutat de Buenos Aires, on les bessones van continuar amb la seva educació a l'Escola Província de Mendoza i van desenvolupar els seus dots artístics en diverses entitats d'ensenyament actoral com l'Institut PAADI, l'Acadèmia Gaete i el Conservatori Nacional d'Art Escènic.

## Carrera cinematogràfica

### Primers treballs en el cinema

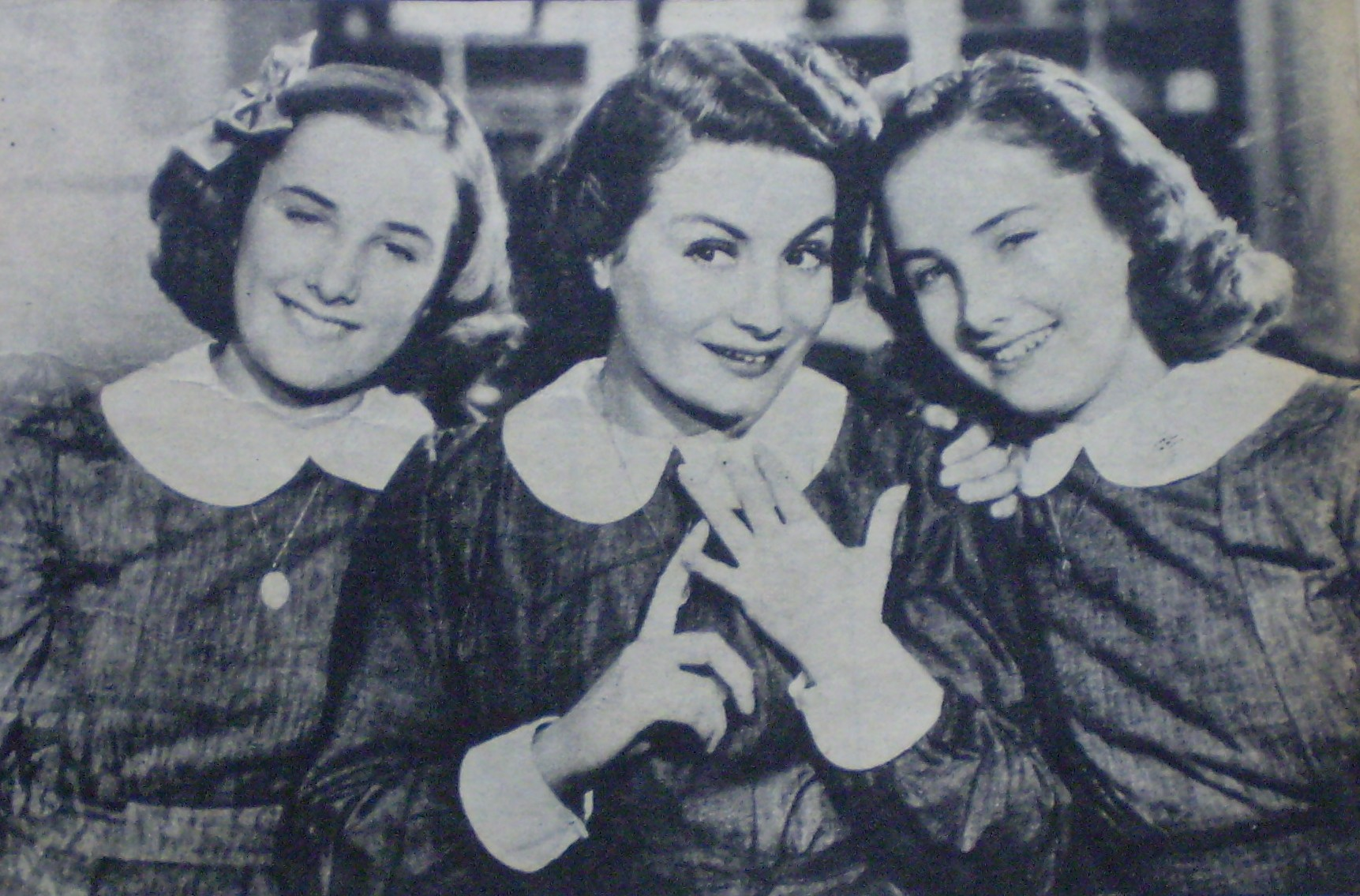
Mirtha Legrand, Niní Marshall i Silvia Legrand a Hay que educar a Niní (1940), debut cinematogràfic de les germanes

Al cap de poc temps d'instal·lar-se a Buenos Aires, Maria Rosa (de 12 anys) va ser triada com la «Reina del Corso de la avenida de Mayo», un esdeveniment tan popular que va ser el mateix president de la Nació Argentina, Roberto M. Ortiz, l'encarregat de coronar-la. El seu germà José Martínez Suárez va descriure en una biografia els festejos: «Els carnavals eren un esdeveniment nacional a Buenos Aires, venia gent de tot arreu […] Jo crec que es reunia mig milió de persones a l'avinguda de Mayo. Carrosses, serpentina, paper picat, números, […] En un d'aquells carnavals, la mare els va fer una disfressa de lagarterana molt bonica a les meves germanes. El primer any ho va guanyar "Chiquita" i el segon, "Goldi"».
La família va començar a travessar problemes econòmics, fins que el 1940 el director de cinema Luis César Amadori, arran d'haver-les conegut en la seva condició de reines del cós, va oferir a les germanes el paper d'extres amb un breu parlament a la pel·lícula còmica Hay que educar a Niní, protagonitzat per Niní Marshall. Un any després, totes dues van participar en Novios para las muchachas, una comèdia per a joves dirigida per Antoni Momplet adaptada de la peça Las de Caín.
La seva consolidació al món del cinema es va produir poc després quan va ser contractada amb només 14 anys per protagonitzar la comèdia romàntica Los martes, orquídeas de Francisco Mugica, que relatava la història d'una jove tímida anomenada Elena a qui el seu pare li envia setmanalment un ram d'orquídies fent-li creure que són d'un admirador ocult per intentar canviar el seu caràcter i crear-li una il·lusió. La trama indicava que havia de besar Juan Carlos Thorry, 19 anys més gran a la vida real; sobre aquesta escena, Legrand comentaria que aquí va aprendre «com era això». L'actriu va obtenir el seu paper després d'accedir a una prova escènica organitzada per l'ajudant de direcció Gonzalo Palomero després que veiés una fotografia seva al carnaval del 1939 publicada al diari Crítica. La presentació de la pel·lícula va ser al cinema Broadway i Legrand, ja adulta, va recordar: «Vaig arribar al cinema en tramvia i me'n vaig anar en un Cadillac! No sé de qui era, però em van acompanyar la meva mare i els meus germans». La seva companya de rodatge Silvana Roth va manifestar que «Mirtha tenia pocs punts de contacte amb el personatge. No era cap ingènua i ja era altament competitiva».
En augmentar-se la seva popularitat, la seva mare va contractar el representant Ricardo Cerebello, a qui havia acudit perquè guiés la carrera artística de les bessones. Si bé havia utilitzat inicialment el sobrenom de Rosita Luque, Cerebello va triar per a María Rosa el pseudònim de Mirtha Legrand i per a la seva germana, el de Silvia Legrand.

### Ícona de les comèdies blanques

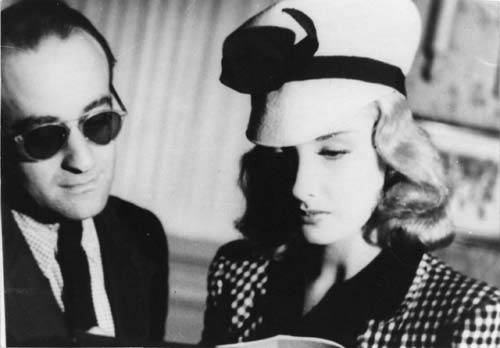
Legrand juntament amb el director Luis Saslavsky durant un descans al rodatge de Cinco besos, 1945

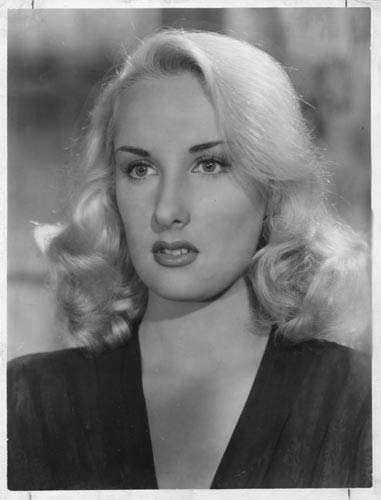
Legrand en Un beso en la nuca, 1946

La pel·lícula Los martes orquídeas va significar el començament de les anomenades «comèdies blanques» al cinema argentí, les figures insígnia del qual van ser Legrand i María Duval. L'èxit del seu primer protagonista va fer que els estudis Lumiton, uns dels més importants d'aquella època, contractessin Legrand per cinc anys, període en què va filmar una sèrie de pel·lícules com El viaje (1942), on el seu nom ja apareixia sota el títol.
Paral·lelament es va estrenar Adolescencia, on va interpretar el personatge d'Elvira amb Ángel Magaña. Segons l'autor Abel Posadas, la pel·lícula demostra «els mecanismes de no poques de les noies de l'alta burgesia d'aquells anys... sense cap altra porta de sortida que un avantatjós matrimoni». L'argument tornaria a ser utilitzat el 1965 per Enrique Carreras quan va filmar amb Palito Ortega i Evangelina Salazar Mi primera novia.
Les germanes Legrand van adquirir tant d'èxit que van tenir a Radio Splendid el seu propi programa de ràdio, El club de la amistad, on van generar una gran audiència entre joves alhora que es va crear un club de seguidors. El 1943, va ser convocada per compondre un personatge secundari d'Irene Benavídez a Safo, historia de una pasión, la primera pel·lícula argentina prohibida per a menors. Va estar dirigida per Carlos Hugo Christensen i van formar part de l'elenc Mecha Ortiz, Roberto Escalada, Olga Zubarry, Guillermo Battaglia i Eduardo Cuitiño. Claro de luna (1942) de Luis César Amadori va ser l'última pel·lícula que les germanes Legrand van realitzar juntes fins a la dècada del 1960. Per a 1943, els crítics cinematogràfics havien elogiat el progrés actoral de Legrand durant la seva actuació a El espejo de Francisco Múgica. Legrand va encarar el paper d'una soltera en companyia de Jorge Salcedo i l'actriu Alicia Barrié va representar la germana del seu personatge.
El 1944, Legrand va formar part de la comitiva d'artistes que va recaptar fons després del terratrèmol que va produir seriosos danys i 10000 víctimes a la província de San Juan. Davant la tragèdia, el secretari de Treball i Previsió, Juan Domingo Perón, va encapçalar una convocatòria dirigida a figures notòries com Libertad Lamarque, Lydia Lamaison, Mecha Ortiz, Silvana Roth, Niní Marshall i la mateixa Legrand, que van col·laborar aportant diners i recol·lectant donacions. El mateix any va protagonitzar La pequeña señora de Pérez, considerada juntament amb La casta Susana «dues intranscendències destinades a recaptar diners i augmentar la fama a la dècada del 1940». La trama estava basada en una obra hongaresa de Stephan Bekeffi i va valdre a Legrand el premi a la Millor Actriu de l'Any atorgat per l'Acadèmia de Cinema i Arts Audiovisuals i l'Associació de Cronistes Cinematogràfics de l'Argentina. La seva seqüela, La señora de Pérez se divorcia, es va estrenar el 1945. Tot i que molts crítics van adjudicar l'èxit de la pel·lícula a la sola presència de Legrand i Juan Carlos Thorry, l'actriu va obtenir el premi a la Millor Actriu atorgat per la Municipalitat de Buenos Aires. Si bé també hi van participar Tito Gómez, Tilda Thamar i Aurelia Ferrer, es va destacar particularment l'actor Héctor Méndez, que durant una escena pronuncia la frase popular: «Arribes tard a una festa que ja s'ha acabat».

### Progrès d'actuació i papers dramàtics

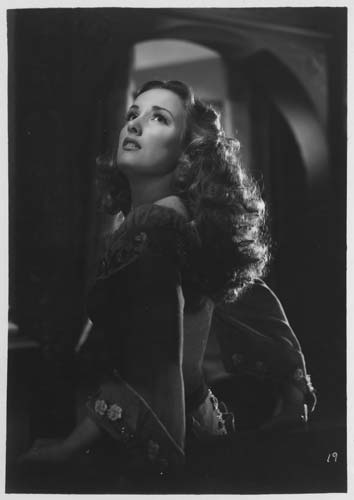
Legrand a la pel·lícula Como tú lo soñaste, de 1947

El 1946, va rebutjar la proposta laboral de Carlos Hugo Christensen de protagonitzar El ángel desnudo per desconfiar del títol i el paper va ser cedit a Olga Zubarry, que temps després va agrair a Legrand i la seva mare el fet d'haver negat aquest rol que va significar la seva consagració al cinema. Després de casar-se amb el director cinematogràfic Daniel Tinayre, aquest es va convertir en el guia de la seva carrera, va promoure el canvi de la seva imatge i li va exigir un creixement com a actriu en impulsar-la a interpretar papers més audaços.
Després de quedar embarassada i desvincular-se de la companyia Lumiton, Legrand va protagonitzar per a Emelco El retrato (1947), de Carlos Schlieper.
L'actriu i la esposa del director, Nélida Romero, va recordar que «Schlieper la va veure sempre com una dona de casa seva, en primer terme, i després com una actriu. Per ell era una senyora molt elegant i una mica despistada que tenia per objectiu el matrimoni. Era molt feliç quan va filmar El retrato i crec que és evident que el clima que es desprèn de la pel·lícula és d'una total harmonia».
La seva simpatia i sociabilitat la van convertir en una figura propera a l'audiència i als espectadors a diferència d'alguns dels seus parells. Per part seva, Abel Posadas va assenyalar que «en aquest personatge va estar com mai i va demostrar que, ben dirigida, era una meravella».
Les seves següents participacions a Un beso en la nuca, Treinta segundos de amor (ambdues de Luis Mottura) i Como tú lo soñaste (de destacada fotografia i il·luminació) van ser reeixides. En aquesta última va actuar amb Francisco Petrone i els llibrets van estar a càrrec del compositor Homero Manzi segons el llibre Un dia d'octubre de Georg Kaiser. Dirigida pel seu marit, el 1948 es va destacar a Pasaporte a Río amb l'actor mexicà Arturo de Córdova i Nathán Pinzón. La pel·lícula relata la història d'un robatori del qual una corista és testimoni i es obligada pel delinqüent a viatjar i traslladar el robat juntament amb ell al Brasil, on s'enamora d'un metge. Per al rodatge Legrand va aparèixer amb un nou aspecte que la va portar a ser comparada per la crítica amb la francesa Michèle Morgan. El mateix Pinzón va definir la producció com un «èxit absolut».

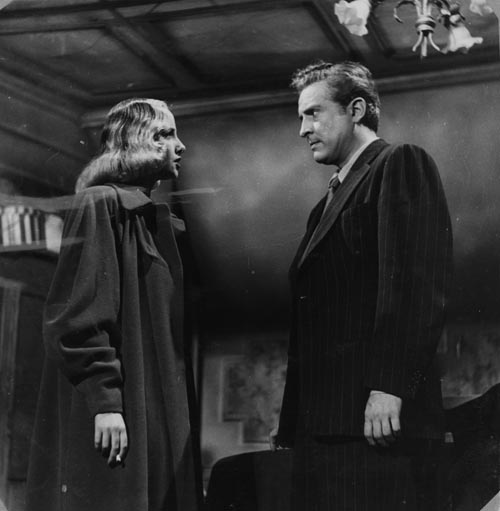
Legrand i Arturo de Córdova en Pasaporte a Río, 1948

Vidalita (1949), juntament amb Narciso Ibáñez Menta, va rebre l'oposició del peronisme. El director Luis Saslavsky va comentar: «No la van prohibir però la van llençar a les escombraries. Els militars […] no van poder admetre que hi hagués un cas de transvestisme tan flagrant. I la veritat és que havia estat un rodatge difícil […] Troben que un gautxo representat per una noia disfressada és una manca de masclisme, de criollisme». Els problemes polítics amb actors i la manca de cel·luloide havien començat durant el govern de Juan Domingo Perón i es van accentuar després del seu enderrocament el 1955 quan va assumir el militar Pedro Eugenio Aramburu i artistes vinculats amb el peronisme, com Sabina Olmos, Nelly Omar o Fanny Navarro, es van haver d'exiliar. El matrimoni Legrand-Tinayre no participava en actes proselitistes excepte en casos de necessitat extrema. Silvana Roth va confessar que «si hi va haver dos directors als quals no els va faltar mai cel·luloide, van ser Amadori i Tinayre».

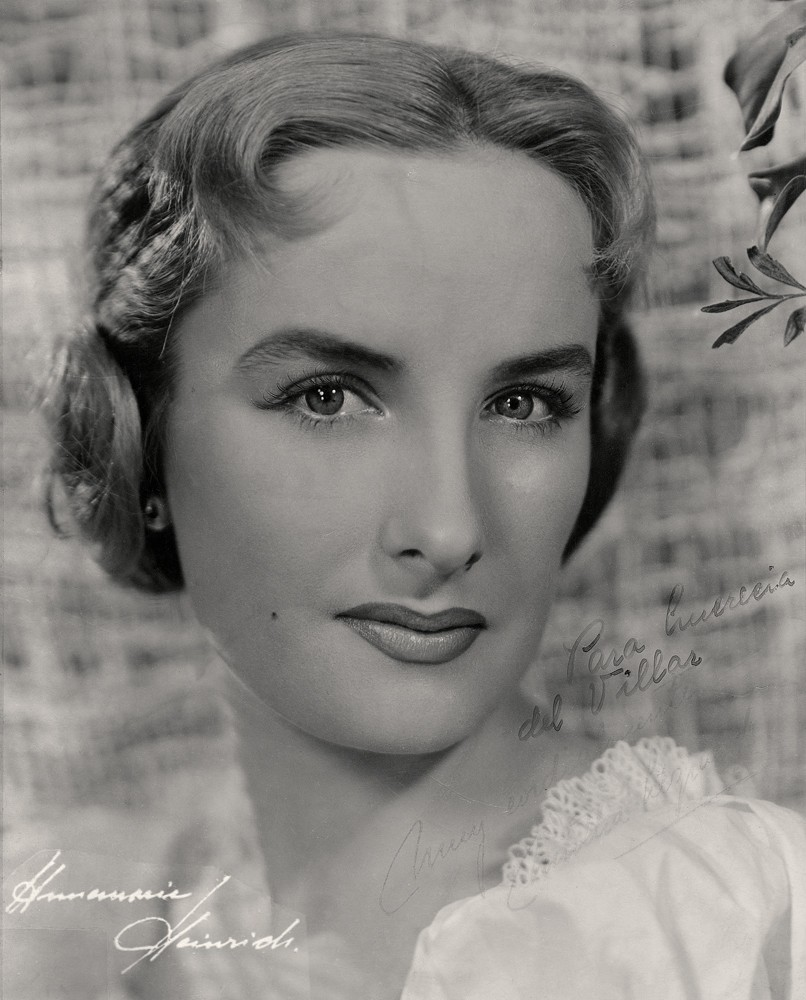
Legrand c. 1955. Fotografia d'Annemarie Heinrich. Museu Nacional de Belles Arts

La vendedora de fantasías va ser una comèdia del 1951 que narra la història d'una empleada de botiga i el seu xicot detectiu que es veuen implicats en el robatori d'un collaret i un assassinat. La pel·lícula, elogiada pel seu muntatge i fotografia, va comptar amb la incursió d'Homero Cárpena, Beba Bidart i Nathán Pinzón. Els tres actors recordarien després l'exigència de Tinayre al moment dels rodatges i els enfrontaments amb la seva esposa.
La seva següent pel·lícula, El pendiente, una adaptació d'un conte de William Irish, va ser qualificada per Mario Soffici com de «desatí, perquè ningú sabia què fer amb aquesta parella tan fora de lloc. Ella no aparentava la víctima de cap xantatgista i José Cibrián sempre va ser algú que podia estar molt bé en comèdies, però que als drames havia de figurar molt en segon lloc».
Va acompanyar Pedro Aleandro a La de los ojos color del tiempo (1952), pel·lícula poc reeixida però per la qual va rebre el premi a la Millor Actriu per part de l'Acadèmia d'Arts i Ciències Cinematogràfiques de l'Argentina.
Posteriorment va viatjar a Espanya convocada per Benito Perojo i va protagonitzar la seva única pel·lícula en color, Doña Francisquita, una versió de la sarsuela de Federico Romero i Guillermo Fernández-Shaw amb fotografia d'Antonio López Ballesteros (pioner del cinema a color a Espanya), que havia treballat amb Maria Félix a La corona negra.
El 1954, es va estrenar Tren internacional, una comèdia amb Gloria Guzmán i Diana Ingro que va ser considerada com la seva tasca menys reeixida. Tot i la gran quantitat de capital invertit i el dificultós rodatge a la serralada dels Andes, Valparaíso i Viña del Mar, la pel·lícula no va generar interès entre els espectadors i va ser un fracàs rotund.
Després de la greu pèrdua econòmica de Tren internacional, va acceptar la proposta d'Eduardo Bedoya per a Artistes Argentins Associats d'encapçalar el 1955 amb Tita Merello i Zully Moreno el segon episodi de la pel·lícula El amor nunca muere, que relata les històries romàntiques de tres dones troben al final de la pel·lícula. Alfredo Alcón, amb qui Legrand mantindria una amistat fins a la seva mort el 2014, va debutar en aquesta pel·lícula en un paper protagonista. La parella Alcón-Legrand va tenir tant èxit que tots dos van ser convocats de nou l'any següent per rodar La pícara soñadora, estrenada el 1956 amb guió d'Abel Santa Cruz. No obstant això, va ser criticada severament per la crítica i no va prosperar. El 1968, es va dur a terme una adaptació per a televisió protagonitzada per Evangelina Salazar i una altra per a una telenovel·la mexicana el 1991.

### Les seves darreres actuacions cinematogràfiques

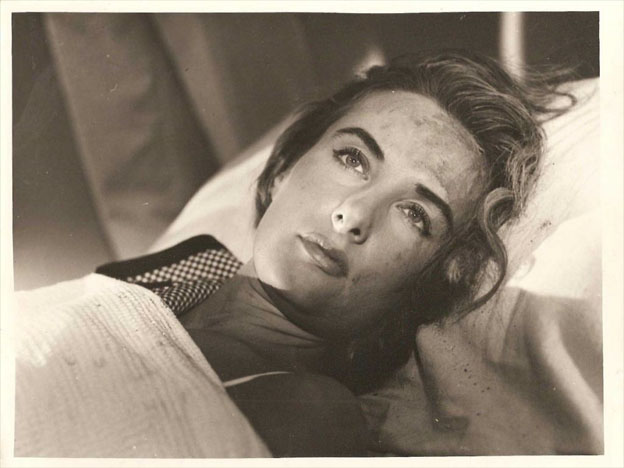
Legrand a la controvertida pel·lícula La patota, 1960.

El 1958 va rebre bones crítiques després de la presentació de la pel·lícula En la ardiente oscuridad, per la qual va ser premiada com a Millor Actriu el 1959. Des de la dècada del 1960, els seus papers en cinema van ser absolutament dramàtics i només va registrar cinc pel·lícules. El 1960, va protagonitzar La patota, considerada d'avançada pel seu realisme, amb l'actuació de Milagros de la Vega, José Cibrián, Alberto Argibay i Florén Delbene.
Junt amb la seva amiga Amelia Bence va interpretar una secretària a La cigarra no es un bicho (1963), una pel·lícula de baix pressupost destinada a reactivar la indústria cinematogràfica argentina. La pel·lícula va tenir un gran èxit possiblement a causa de l'important elenc de figures que convocava i es va convertir en la seva darrera tasca important al cinema. Amb anterioritat, havia protagonitzat sense èxit Bajo un mismo rostro (1962), amb autoria de Silvina Bullrich i direcció de Daniel Tinayre, on Legrand i la seva germana van tornar a actuar juntes. Mirtha va recrear la prostituta Inés Després i Silvia, la monja sor Elizabeth.
La seva última pel·lícula fins a l'actualitat ha estat Con gusto a rabia (1965) de Fernando Ayala, una producció de gran pressupost que va ser jutjada durament pels crítics. Aquí va tornar a treballar amb Alfredo Alcón en el paper d'una dona gran, per al qual va haver d'augmentar de pes. El 2010, es van utilitzar fragments del seu programa televisiu per a diverses escenes de la pel·lícula Dos hermanos (2010), protagonitzat per Graciela Borges i Antonio Gasalla.

## Actuacions en la televisió i en el teatre
Legrand va intercalar la seva carrera cinematogràfica amb actuacions a la televisió, mitjà en què va aparèixer gairebé des dels seus començaments. Va protagonitzar juntament amb Mariano Mores el 1958 M ama M, una sèrie de programes de mitja hora en què tots dos interpretaven diferents històries humorístiques ambientades en diferents llocs. A Carola y Carolina, las hermanas viceversa, emesa per Canal 13, Legrand i la seva germana van interpretar dues detectives acompanyades per Tincho Zabala i Osvaldo Terranova.
La seva tasca en teatre es va iniciar el 1957 amb La luna es azul, de Hugh Herbert. A més incursionar en peces comLa luna es azul, Divorciémonos, El proceso de Mary Duggan i el seu major èxit, 40 kilates, Legrand va acompanyar a l'actor mexicà Manolo Fábregas a Divorciémonos el Teatre Odeón. El 1962, va ser una de les protagonistes femenines de la peça teatral Buenos Aires de seda y percal amb Niní Marshall i Mariano Mores. El 1978, es va destacar junt amb Paulina Singerman, Irma Córdoba i Carlos Estrada en Rosas rojas, rosas amarillas. Es va retirar dels escenaris amb Potiche, dirigida pel seu marit.

## Almorzando con Mirtha Legrand

### Inicis i la dècada del 1970

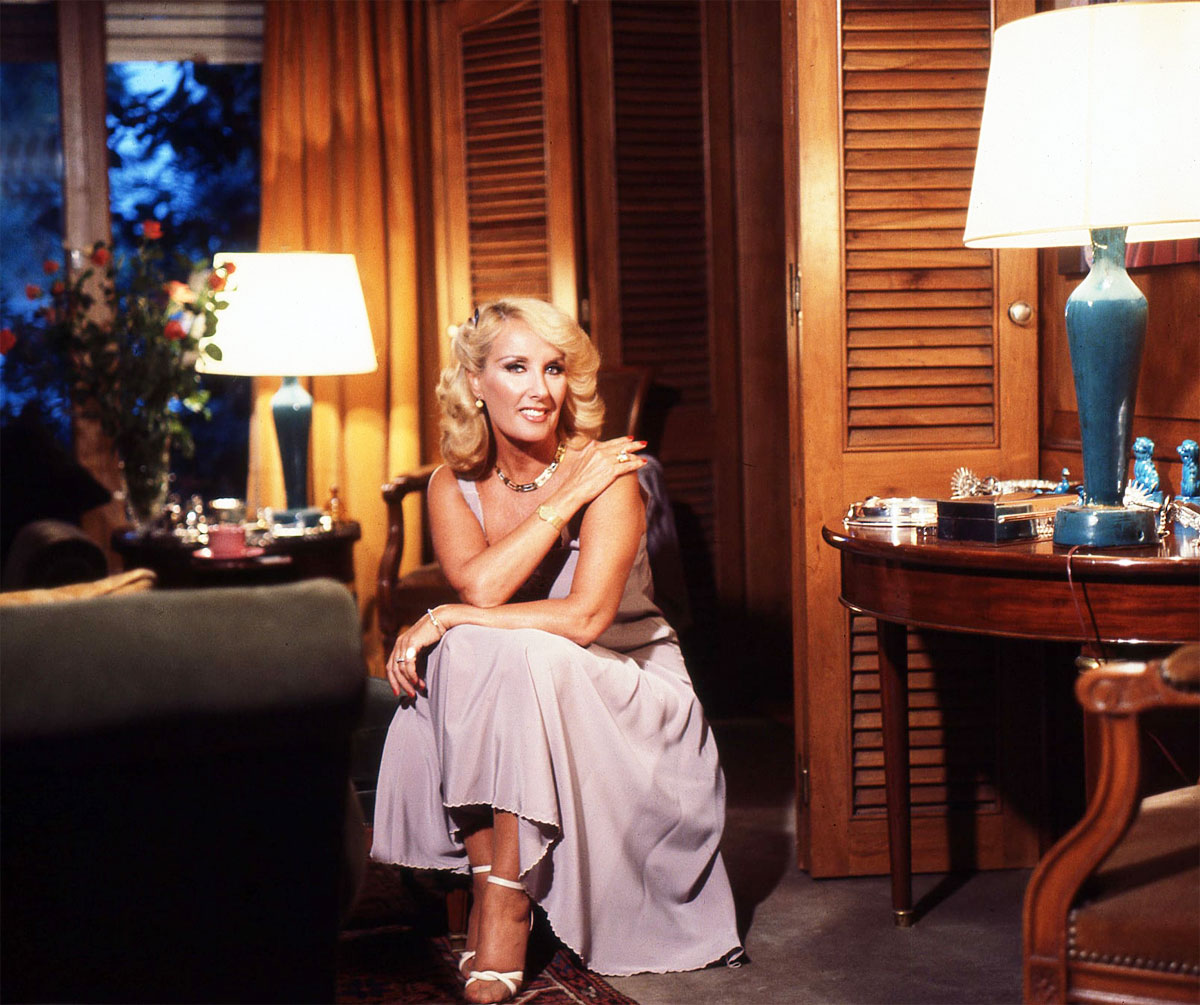
Legrand en 1972

Després d'un petit període d'inactivitat, el director de Canal 9, Alexandre Romay, li va oferir el 1968 conduir un cicle titulat Almorzando con las estrellas. Amelia Bence va recordar en la biografia de Legrand aquell moment: «De sobte Romay ens convoca a totes dues a la seva oficina... Jo vaig dir a Mirtha: "Ai quina por, per què ens trucarà?, ¿haurem fet alguna cosa malament? " Arribem. Estaven Romay i [Samuel] Yankelevich. Per a la nostra sorpresa, ens pregunten què volíem fer a la televisió. Mirtha li va dir: "A mi m'agradaria fer alguna cosa semblant al que fa [Héctor] Coire, perquè tinc un bon vocabulari". Va ser ell [Tinayre] qui li va dir: "És una bona idea, farem, prenent el te. Va resultar ser que aquell títol ho havia registrat Blackie. Llavors Tinayre va pensar: "Se m'acut que hauria de ser esmorzar [... ] I així va començar la història».
La seva primera emissió, el 3 de juny de 1968, va assolir 18 punts d'índex d'audiència i va tenir com a convidats Alberto Migré, Daniel Tinayre, Leopoldo Torre Nilsson, Beatriz Guido i Duilio Marzio. L'èxit del cicle es va deure en part a la introducció d'un format nou com menjar en viu i segons el sociòleg Juan José Sebreli, als «dots innats de Mirtha similars als d'un líder polític».
Temps després el programa va ser reanomenat a Almorzando con Mirtha Legrand a causa del protagonisme que havia adquirit la conductora.
Per la dècada del 1970, Legrand encapçalava les més importants revistes d'interès general i era considerada una de les dones més influents de l'Argentina juntament amb Ernestina Herrera de Noble i Amalia Lacroze de Fortabat.
El 6 de novembre de 1972, el cirurgià Miguel Bellizi va esmentar durant l'emissió del cicle al Partit Peronista, a qui la mateixa Legrand va corregir com a Partit Justicialista. Poc després, Alexandre Romay va ingressar a l'estudi d'enregistrament i es va dirigir a la presentadora aclarint-li que «aquí no es parla de política. Aquest és un programa cultural on els temes s'han de relacionar amb la ciència, l'art, la literatura o l'economia». Abans de finalitzar l'emissió, ella va expressar: «¡Que bonic ha de ser treballar en un canal on un tingui llibertat!». L'endemà va ser reemplaçada pel locutor Orlando Marconi i setmanes després, el va continuar la vedet Nélida Lobato. També la van reemplaçar sense transcendència Eduardo Bergara Leumann, Juan Carlos Pérez Loizeau i Ramón Andino.
El 1973, Legrand va traslladar el seu cicle al Canal 13. Al mateix temps el seu programa va ser parodiat per Haydée Padilla a Almorfando con la Chona, on en lloc d'esmorzar es prenia mate. El 12 de setembre de 1974, durant el govern de María Estela Martínez de Perón, va patir un acte de censura, segons una de les teories a causa d'una entrevista amb l'actriu Soledad Silveyra en què va admetre el seu temor que només els actors peronistes poguessin treballar i Legrand va defensar la televisió privada. Els anuncis de publicitat d'aquesta emissió es van estendre notablement i, en tornar, Legrand va comentar: «¡Que bonic seria gravar tot el que passa durant les tandes!». Un dia després, el seu esmorzar tota sola amb José Antonio Allende va ser cancel·lat després que José María Pesquini Durán, membre interventor al canal, li informés que estava acomiadada malgrat no haver conclòs el seu contracte. Com a conseqüència, el 2 d'octubre del 1974 Legrand va mantenir una audiència privada amb la presidenta i el ministre de Benestar Social, José López Rega, i en finalitzar-la va oferir una conferència de premsa en què va admetre: «La senyora presidenta em va dir que em quedés tranquil·la, que allò meu se solucionaria, i que li encarregava això al senyor ministre». No obstant això, Legrand no retornaria a la seva feina fins al juny de 1976, tres mesos després de l'assumpció de la junta militar, quan va començar a gravar les emissions del programa per ser transmeses l'endemà.

### La dècada del 1980

Mirtha Legrand votant a les eleccions presidencials d'octubre del 1983, que van marcar la restauració definitiva de la democràcia a l'Argentina

El 1980, després de la inauguració de l'ATC, la conductora va finalitzar el contracte amb Canal 13 i en l'emissió de comiat va assegurar que no tornaria a la televisió encara que finalment no ho va concretar. Des de llavors, la seva frase «Potser és el meu darrer any» s'ha tornat tradicional al final de cada temporada.
Legrand afirma haver patit una censura durant el govern de Raúl Alfonsín, específicament entre el 1984 i el 1989. El fet el va recriminar personalment al president quan va ser convidat al seu cicle d'entrevistes anys després. «Jo no sóc rancorosa, però tinc memòria. Els deu anys que em van deixar prohibida em van ajudar a madurar. El meu lema sempre ha estat "el bonic ven; el lleig no", però ara intento donar contingut social al que faig», va dir.
A mitjan de 1986, la Cort Suprema de Justícia de l'Argentina va fer lloc a una demanda de Legrand contra ATC i va establir que només cobraria 25.000 USD dels 500.000 reclamats per ella. El tribunal va confessar que no era aconsellable que Legrand percebés un salari mensual de 40000 USD davant la dificultosa situació econòmica que travessava l'Argentina.
El 1987, va començar de nou els seus enregistraments, aquesta vegada a l'Hotel Alvear i per a canals de l'interior del país. Per la seva banda, Canal 2 de La Plata va transmetre Conversando con Mirtha Legrandel 1988, que va realitzar un senyal de cable de VCC. El 1989, ATC va transmetre tots els dijous a la nit Conversando con Mirtha, mentre que el 1990 va tornar amb els seus dinars (també per ATC) juntament amb un conjunt de convidats que incloïa Libertad Lamarque, Bruno Gelber, Nati Mistral, Enrique Pinti i Andrea del Boca. Aquell mateix any es va generar un escàndol quan Legrand va decidir dedicar un programa a l'homosexualitat i va decidir convidar transvestits, transsexuals, psicòlegs i gais per tal de debatre l'assumpte.

### La dècada del 1990
El seu contracte amb Canal 9 va ser renovat el 1991 i els seus primers convidats van ser Eduardo Duhalde, Domingo Cavallo i Julio Mera Figueroa. En 1992, el seu programa es va veure guardonat amb el premi Martín Fierro de Oro. Després de la mort del seu marit en 1994, Legrand va romandre diversos dies sense realitzar el seu programa diari i, en tornar, va dirigir vestida de dol un missatge públic acompanyada per alguns amics com Delia Garcés i Mariano Grondona.
Mirtha Legrand va demostrar el sentit de l'humor moltes vegades. En una oportunitat, l'autor Dalmiro Sáenz va esmentar el títol del seu llibre Yo también fui un espermatozoide al seu programa, i Legrand li va respondre: «Dalmiro, aquestes coses no es diuen en una taula». En una altra emissió, la conductora va haver d'esperar el tall comercial per sol·licitar a Cipe Lincovsky que no seguís esmentant el cafè concert El gallo cojo pel seu nom.
El 1997, l'actriu i cantant Tita Merello, companya de treball de Legrand a El amor nunca muere, va trucar per sorpresa al seu programa per aclarir-li: «Daniel Tinayre es va enamorar de mi, però es va casar amb tu». Merello sempre es va negar a visitar el seu programa i va mantenir llargues xerrades amb Tinayre durant tota la seva vida, per la qual cosa la premsa va especular sobre un idil·li. Aquell mateix any el programa va rebre una denúncia de la pilot d'automobilisme Silvina Genjo, que va assegurar que la producció del programa de Canal 9 li va exigir 14.000 pesos argentins per convidar-la. El productor Carlos Rottenberg i les autoritats de Canal 9 es van comunicar amb Genjo i el seu pare per disculpar-se, i es van comprometre a esbrinar qui ho va fer.
Mirtha de noche va ser un programa setmanal amb només un convidat que va començar a emetre's el 1998. La seva primera emissió va ser realitzada amb el president Carlos Menem com a convidat a la seva residència presidencial d'estiu a Chapadmalal. La transmissió havia de ser realitzada des de l'Hotel Hermitage de Mar del Plata com ho solia fer des del començament de la temporada però una manifestació de pescadors ho va impedir. El programa va romandre fins al 2000 però va ser eventualment rellançat el 2004. El 1998, en ocasió del 30è aniversari de la primera emissió del programa Almorzando con Mirtha Legrand, es van realitzar festejos durant una setmana i es van convocar 100 convidats al llarg de la mateixa.
El gener de 1999, Legrand va manifestar el seu enuig amb els responsables d'Azul Televisión en públic després que aquests no li renovessin el seu contracte i els va acusar de «maltractament i poca traça»: «No em van dir res, ni que el contracte no interessava ni que no podien continuar fent-los enfront dels meus sous. Absolutament res. Ni una explicació. Han estat molt maldestres, una llàstima. Són banquers i els banquers no en saben». Després del conflicte, Alejandro Romay va declarar en una entrevista que «Mirtha no entén que la televisió ha de tenir un resultat favorable entre ingressos i despeses».
Al juny de 1999, Legrand va reprendre el seu programa de televisió per América 2 després de la mort del seu fill ocorreguda fa quatre mesos. Al seu missatge d'entrada va exclamar de dol: «Aquest és el moment més dur i més difícil de la meva carrera. Mai no vaig creure que viuria un moment com aquest. Perdre un fill és terrible. Ningú s'ho imagina. Per més que a una la gent tracti de consolar-la, només qui ho viu sap què significa».

### La dècada del 2000
Per a l'estiu del 2000, Legrand va conduir el seu programa des de Mar del Plata, en simultani amb Mirtha de noche. La temeritat i impertinència de Legrand envers els seus convidats es va tornar proverbial en els darrers anys. Li va deixar anar a Néstor Kirchner, aleshores president electe de l'Argentina (2003-2007): «Alguns diuen que amb vostè ve el "zurdaje"» (terme despectiu utilitzat per referir-se a l'esquerra política). En una altra oportunitat, li va preguntar al president Eduardo Duhalde (2002-2003), llavors governador de la província de Buenos Aires: «Digui'm, governador, quina relació té vostè amb el narcotràfic?».
El 3 de juny del 2008, en complir-se quaranta anys de la primera emissió del seu programa, es va realitzar una celebració especial a què van ser convidades quaranta personalitats. Entre els convidats hi havia Antonio Gasalla, Enrique Pinti, Irma Roy, Amelia Bence, Duilio Marzio, Juan Carlos Calabró, Raúl Lavié, Cacho Castaña, Carolina Papaleo, Linda Peretz i Luciana Salaza.
El 2009, el seu programa va rebre per votació popular el premi Martín Fierro de Platí amb ocasió del 50è aniversari d'APTRA. L'honor només podia ser rebut pels beneficiats amb el Martín Fierro d'Or. Legrand va pujar a l'escenari amb la seva família i el productor del programa Carlos Rottemberg per a agrair i rebre l'honor. Aquest mateix any, havia iniciat accions legals per injúries i calúmnies contra Moria Casán, igual que amb altres actors com Georgina Barbarossa i Antonio Gasalla.

### La dècada del 2010

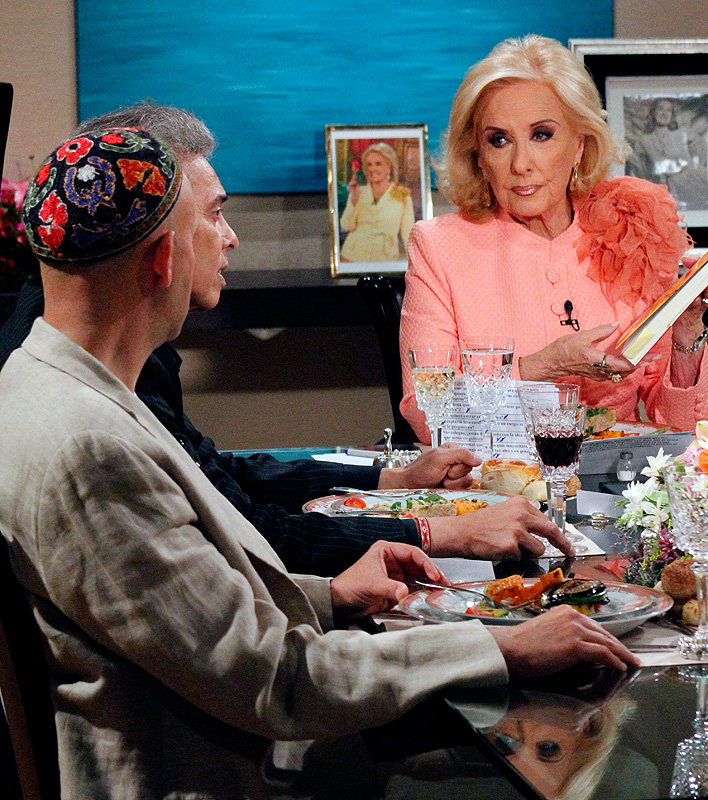
Legrand entrevistant Sergio Bergman i Jairo a Almorzando con Mirtha Legrand, 2010

El 8 de gener del 2010, va ser agredida públicament quan un grup de joves li va llançar una ampolla durant la seva tradicional sortida al balcó davant de l'hotel on transmetia el seu programa a finals d'any. El fet va iniciar rumors sobre problemes polítics entre Legrand (opositora de Cristina Fernández de Kirchner) i el govern. En una emissió del programa va confirmar que havia rebut una amenaça telefònica. Va tenir una important repercussió la seva frase «Amb mi no podran» i la seva discussió amb el cap de gabinet Aníbal Fernández. Posteriorment va ser criticada per actors afins al govern de Fernández (Federico Luppi, Esther Goris, Juan Leyrado, Hugo Arana i Andrea del Boca), segons la pròpia Legrand, per la seva ideologia política diferent.
El 12 de juliol del 2010, en un programa dedicat al debat per la llei de matrimoni igualitari, es va veure embolicada en una nova polèmica mediàtica quan Legrand li va fer una controvertida pregunta al dissenyador Roberto Piazza: «Et faré una pregunta molt delicada: la parella d'homosexuals, suposant que adopten un noi, com que tenen inclinacions homosexuals, no es podria produir una violació cap al seu fill?». L'endemà es va disculpar públicament: «Vaig fer un comentari desafortunat, realment. Vaig tenir una frase molt poc feliç, molt poc feliç, de la qual me'n penedeixo. Li demano disculpes a Roberto Piazza també. No la vull repetir perquè és desagradable. Demano disculpes a la comunitat gai. No va ser fet amb mala intenció. Repeteixo: va ser un comentari absolutament desafortunat. Demano humilment disculpes. Espero que sàpiguen disculpar-me».
Al febrer de 2011, va realitzar la seva última emissió de la 42atemporada 42è (en la qual es va reconciliar en directe amb la vedet Carmen Barbieri). Una multiplicitat de mitjans gràfics van assenyalar que el seu horari televisiu seria ocupat pel periodista Jorge Rial, conductor del programa Intrusos en el espectáculo. Tot i que l'actriu va comentar «Això no és un adéu, és un fins aviat», l'abril del 2011 es va fer pública la notícia del seu allunyament del canal. Més tard, Legrand va comentar: «No torno. Gaudiré de la vida».
El 2013, després de dos anys d'inactivitat i als 86 anys d'edat, va tornar a la televisió amb els seus dinars per América TV. El gener del 2014, va signar contracte amb El Trece i el seu programa d'entrevistes va passar a ser emès per aquest canal amb una emissió setmanal els diumenges. A més d'aquest programa, va rellançar paral·lelament pel mateix canal La noche de Mirtha, el qual es transmet els dissabtes a la nit. Actualment, Legrand és l'única presentadora de televisió de la seva edat activa, i el seu programa de 46 temporades és un dels més duradors del món.

## Declaracions sobre la dictadura militar
El 2010, durant un dels seus programes en directe, Legrand va confessar que la seva neboda María Fernanda Martínez Suárez i la seva parella, Julio Enzo Panebianco, havien estat detinguts-desapareguts durant l'última dictadura cívico-militar argentina. Panebianco, militant de la Joventut Peronista, va ser assassinat en un enfrontament forjat el 1977 i enterrat com a NN al cementiri de la Chacarita. Les seves restes van ser exhumades per l'Equip Argentí d'Antropologia Forense. Mitjançant una intervenció de Legrand amb el ministre de l'Interior, Albano Harguindeguy, va aconseguir que la seva neboda aparegués amb vida 48 hores després de la detenció. María Fernanda va admetre haver romàs aquest període al centre clandestí El Club Atlético. El 1984, havia donat testimoni davant la Comissió Nacional sobre la Desaparició de Persones (CONADEP) que havia estat en una dependència militar i el 2009, va tornar a oferir declaracions en el judici a Jorge Olivera Róvere i altres excaps portenys d'àrees militars.
| «                | Al noi el van torturar moltíssim. Julio es deia, mai més en vam saber d'ell. És la primera vegada que ho explico. Jo vaig demanar ajuda a qui era interventor de Canal 13 en aquell moment, i no em va oferir ajuda per temor, perquè tothom tenia por de comprometre's. El Canal 13 estava en mans de la Marina, i aleshores vaig recórrer a un general de la Nació a qui circumstancialment havíem conegut. El vaig trucar al general Harguindeguy, vaig aconseguir el telèfon i el vaig trucar, li vaig explicar de què es tractava. El marí m'havia dit: «Ni t'hi fiquis, ni t'hi fiquis si us plau, això és molt perillós». Però gràcies al fet que jo era coneguda i famosa vaig poder salvar-la, perquè quan la van alliberar li van dir: «Et vas salvar perquè ets la neboda de la Mirtha». | » |
| — Mirtha Legrand | |   |

Després de la confessió de la conductora, va rebre crítiques adverses i de fet, el legislador Raúl Fernández va presentar un projecte per treure-li la seva distinció de «Ciutadana il·lustre de la Ciutat de Buenos Aires» que havia rebut el 2007.
Poc després va ser novament reprovada quan van aparèixer fotografies seves pertanyents a una edició de la revista Gente de la dècada del 1980 amb els militars Alfredo Astiz i Emilio Massera en una reunió. El 2010, va admetre que «no tenia res a veure» amb la dictadura i va qualificar les imatges com una «trampa estesa per un fotògraf» igual que l'ocasió en què es va trobar «accidentalment» amb Massera. El març del 2011, commemorant-se el 35è aniversari del començament de l'última dictadura cívico-militar a Argentina, una agrupació kirchnerista va realitzar un escarni en contra d'alguns periodistes, presentadors de televisió i empresaris a qui van acusar de col·laborar amb la dictadura, entre ells Mariano Grondona i la pròpia Legrand.

## Dècada del 2000

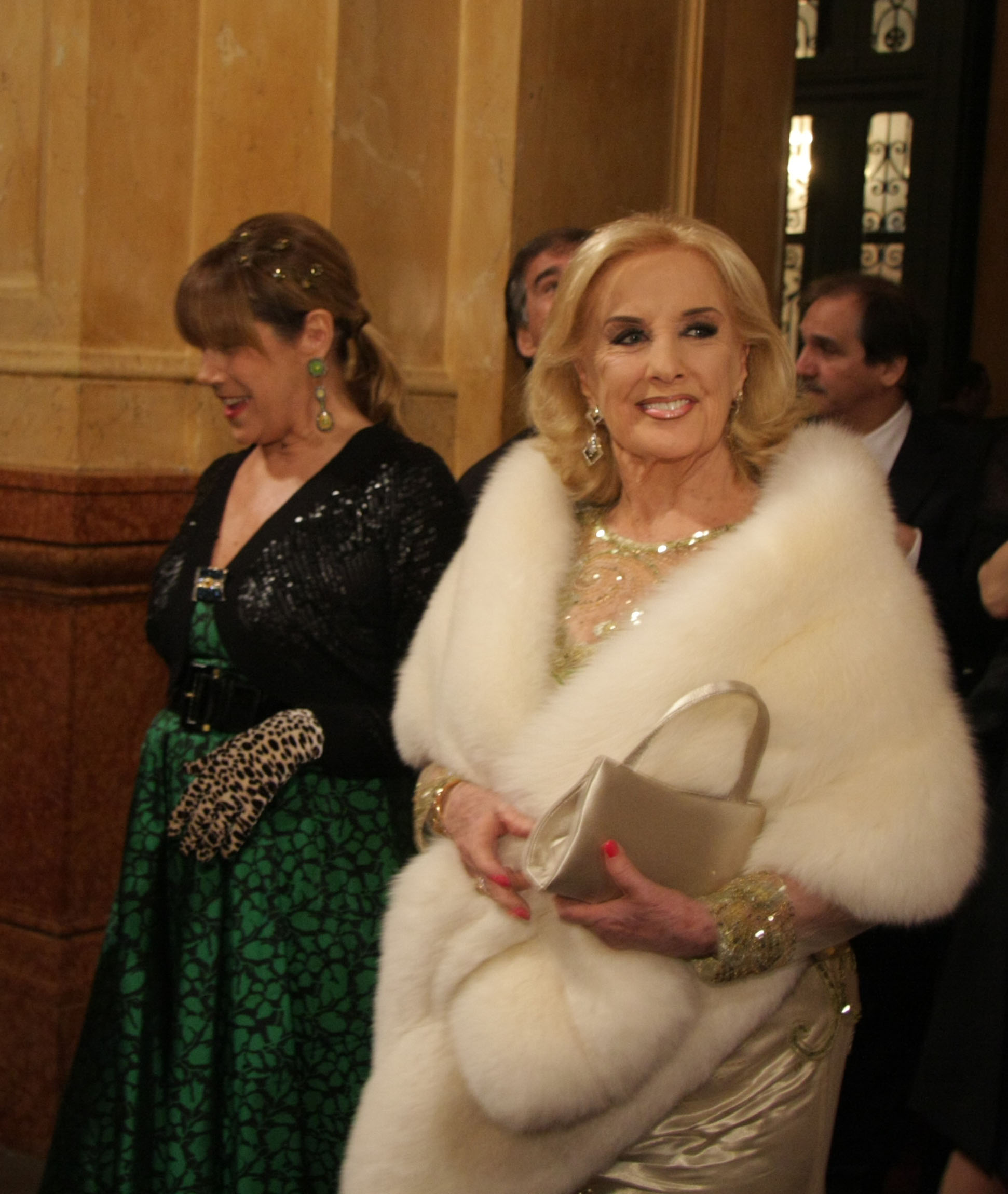
Mirtha Legrand amb la seva filla Marcela Tinayre a la reobertura del Teatre Colón el 2010

El 2002 feu una breu participació a la sèrie de televisió Son amores como ella misma, amb la protagonització de Nicolás Cabré i Florencia Bertotti. D'altra banda, va tornar a la ràdio després de 62 anys; entre 2004 i 2005, va conduir el seu propi programa, Mirtha en la Red, per La Red AM 910.
Tot i que Legrand ha gaudit de bona salut durant tota la seva vida, el 2005 va ser intervinguda quirúrgicament a causa de càlculs vesiculars i més recentment, de cataractes.
El 3 de desembre del 2007, Legrand va rebre el Premi Domingo Faustino Sarmiento d'acord amb el decret presidencial 604 del 2004, que estableix «lliurar una distinció d'honor a aquelles persones que es destaquin per la seva obra emprenedora per millorar la qualitat de vida de les persones, institucions i comunitats». El premi va ser atorgat en honor a la seva trajectòria per l'exvicepresident Daniel Scioli al Senat de la Nació Argentina. En el discurs d'agraïment, va pronunciar:
| «                                                     | Vaig treballar amb tots els governs, democràtics, dictatorials i de desgovern, alguns dels quals m'han prohibit, però mai no vaig demanar ni em van donar explicacions. Però abans que res sóc argentina cent per cent, estimo el meu país. Tota una carrera, jo no he deixat de treballar un dia, mai. Tan feliç amb aquesta trajectòria, aquesta vida que he portat, jo mai no he fet un mal a ningú. I si els ho he fet, ha estat inconscientment. He intentat superar-me sempre, he tingut una carrera cinematogràfica molt llarga, vaig fer gairebé quaranta pel·lícules. Després la vida va fer que em dediqués a la televisió, que deixés de fer cinema. | » |
| — Discurs de Mirtha Legrand desprès de rebre l'honor. | |   |

Dies després, Legrand va ser designada Ciutadana il·lustre de la ciutat de Buenos Aires per una proposta de Diego Santilli i l'exdiputat Santiago D'Estrada. Actualment, Legrand és presidenta de la Fundació de l'Hospital Fernández, presidenta honorària de la Casa del Teatre i padrina honorària de la Fundació Hospital Matern Infantil Victorio Tetamanti. Va ser múltiple la seva participació en emprenedories i accions solidàries dirigides a solucionar problemes socials que afecten grups carenciats i persones amb necessitats.
El 2012, Legrand va retornar a la televisió amb un protagonista en una minisèrie de ficció titulada La dueña, transmesa per Telefe amb la producció d'Endemol. Va significar el retorn a l'actuació després de 46 anys. En la primera emissió, la sèrie va assolir un pic de 30 punts d'índex d'audiència i es va convertir en el programa més vist des del començament de l'any. A la sèrie, Legrand va interpretar Sofia Ponte, una empresària de cosmètics reconeguda a nivell mundial. Si bé la sèrie comptaria amb 13 capítols solament, el seu èxit inesperat va portar a adherir-ne 19 més, emetent en total 32 episodis. Legrand va ser nominada com a Millor Actriu en ficció unitari als premis Tato i com a Actriu protagonista de minisèrie als premis Martín Fierro.

## Vida privada

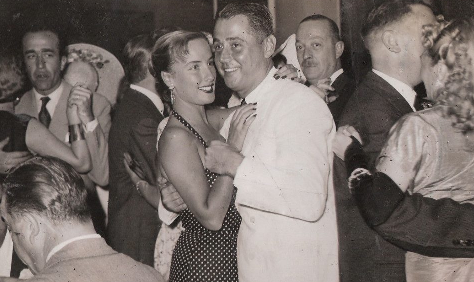
Mirtha Legrand ballant amb Daniel Tinayre, 1951

Als 18 anys d'edat, Legrand va iniciar un festeig amb un militar cordobès però la relació es va dissipar en menys d'un any a causa de la gran distància que els separava. El 1945, durant el rodatge de Cinco besos, va conèixer el director francoargentí Daniel Tinayre. Tots dos van contreure matrimoni mesos després, el 18 de maig de 1946, quan ella tenia 19 anys i ell 36. El fet va generar tanta repercussió que la revista Radiolandia (que va arribar a vendre 40.000 exemplars) va comprar els drets per tenir en exclusiva tots els detalls i característiques del casament. El matrimoni va tenir dos fills: Daniel Andrés (1948-1999) i Marcela (1950).
El 1967 va morir la seva mare Rosa Suárez, per la qual cosa Legrand es va allunyar de l'espectacle temporalment. A l'edició de la revista Gente del 23 d'octubre de 1992, va fer públic els seus problemes matrimonials a causa d'infidelitats per part de Tinayre i el seu enlluernament per un home al qual es va negar esmentar. Tot i això, sempre es va referir a Tinayre com «l'home de la seva vida» i, en retornar als seus programes després de la mort del seu marit, es va fer presentar com la «senyora Mirtha Legrand de Tinayre». En un reportatge del 5 d'abril del 1995 a la publicació Viva, va admetre que dormien en habitacions separades.
| «                | […] pel meu afany de perfeccionista vaig anar deixant una mica de banda la meva família i els meus afectes. Sempre vaig voler llegir, estar informada, actualitzada […] Em sento una mica culpable perquè, per poder fer això, els vaig robar hores d'atenció als meus éssers estimats. | » |
| — Mirtha Legrand | |   |

El 24 d'octubre del 1994 Daniel Tinayre va morir a causa d'hepatitis B. L'abril del 1999, el seu fill va morir a causa d'un càncer de pàncrees amb 51 anys d'edat. El decés del seu marit i el seu fill en poc menys de cinc anys van significar un tràngol dur per a Legrand, que va considerar abandonar la seva carrera.
| «                | Penso en la mort. Qui diu que no ho fa, menteix. Però no tinc por de morir-me; sóc catòlica. Això sí: em faria molta pena, perquè no vull deixar els meus éssers estimats. Gràcies a Déu tinc salut i em cuido força. A més, crec en el destí. Tot està marcat. | » |
| — Mirtha Legrand | |   |

Actualment, la presentadora té la seva filla, la presentadora de televisió Marcela Tinayre, i tres néts, el productor Ignacio «Nacho» i l'actriu Juana Viale (del seu matrimoni amb Ignacio Viale del Carril), i Rocco Gastaldi (del seu matrimoni amb Marc Gastaldi). El seu germà José Martínez Suárez va morir el 17 d'agost de 2019 i la seva germana bessona Silvia «Goldie» Legrand el 1r de maig de 2020. Per part de la seva néta Juana té tres besnéts: Ámbar de Benedectis, Silvestre Valenzuela i Ali Valenzuela.

## El seu llegat
Com a actriu durant l'anomenada «època daurada» del cinema argentí (període en què es van realitzar una gran quantitat de pel·lícules d'èxit), es va convertir en una icona de les comèdies blanques i va popularitzar els papers d'ingènues. L'autora Fernanda Longo va relatar «que si alguna cosa diferencia la Legrand de la resta de les grans de la seva època és la seva capacitat per reinventar-se, adaptant-se a diferents llenguatges sempre en sintonia amb el públic». Com a presentadora de televisió va introduir un format inèdit per a l'època i, fins a l'actualitat; Almorzando con Mirtha Legrand és un dels programes més duradors del món. Les seves emissions diàries la van acostar a noves generacions que desconeixien la seva carrera prèvia com a actriu en 36 pel·lícules. En el seu programa de televisió van ser entrevistades una gran quantitat de personalitats nacionals i internacionals com Rocío Jurado, Libertad Lamarque, Íngrid Betancourt, Rita Hayworth, Gabriela Spanic, Nati Mistral, Sandro de América, Mercedes Insulsa, René Favaloro, Antonio Banderas, Les Luthiers i fins i tot mandataris com Raúl Alfonsín, Carlos Menem, Eduardo Duhalde, Hugo Chávez i Néstor Kirchner. Admirada per la seva elegància i vitalitat, es va convertir en una formadora d'opinió fins al punt que les cròniques dels seus dinars amb candidats polítics en vigílies de campanya són habituals als diaris argentins.
L'historiador Felipe Pigna la va definir com «una amfitriona. És difícil convidar gent i que se senti a gust, i, alhora, que sàpiga que en qualsevol moment ve la "pregunta incorrecta". Cal saber fer-ho, cal molt d'ofici. A aquesta altura, exerceix el periodisme molt bé». Per part seva, l'autor i periodista Alejandro Dolina va destacar la permanència i la manera com Legrand s'ha mantingut al llarg dels anys: «No va canviar la seva imatge, la seva manera de parlar, el sistema del programa. Millor encara, no va buscar escàndols, la televisió és cada vegada més escandalosa, necessita despertar al televident la pregunta "fins on arribaran?"». El periodista Mariano Grondona va comentar que «Mirtha es pot analitzar des de dos punts de vista: un com el mite, el fenomen mediàtic, per la seva gran bellesa… un impacte a la societat. L'altre que vull destacar és la professionalitat. És una persona informada, que llegeix els diaris, que està al corrent de tot. Assumeix el rol amb molta responsabilitat».
L'escriptor Ernesto Sabato a la seva novel·la Abaddón l'exterminador, publicada el 1974, va crear un diàleg fictici entre el periodista Quique i les seves interlocutores, en què expressa abans de començar la conversa en què traça les seves idees sobre la nova novel·la: «Però me'n vaig, noies, que li he de fer un reportatge a Mirtha Legrand sobre pentinats». Després d'acabar el diàleg, el personatge diu, portant a col·lació un romanç presumpte entre Mirtha i el boxejador Ringo Bonavena: «He d'esbrinar si és que entre Mirtha Legrand i Bonavena hi ha romanç o si com ha repetit Mirtha: "Entre Ringo i jo només hi ha una bona amistat"». En una altra part del llibre, Sabato va esmentar Legrand amb el seu sobrenom de «Chiquita» en una cita en què l'autor reuneix i alterna personatges de ficció amb celebritats reals: «Los Sonis, Ben Molar, el doctor Savransky, Chiquita, els Molinis, Lily amb José i altres que a aquesta altura més eren presumpcions seves que imatges nítides».
Si bé Legrand va perdre audiència en els darrers anys (cosa que va manifestar públicament), encara continua sent una de les artistes més apreciades i reconegudes de l'Argentina. En una enquesta del 2005 realitzada per CEOP a 504 persones sobre els artistes més estimats del país, Legrand va obtenir el cinquè lloc amb el 8,2% dels vots. La sala principal del Complex Tita Merello (tancat des del 2010) porta el seu nom.
Moltes de les frases de Legrand han entrat a l'argot popular argentí, com el «Recordeu, tot el que no es pot arribar a ser. Com et veuen, et tracten. I si et veuen malament, et maltracten» que esmentava en finalitzar cada emissió del programa Almorzando con Mirtha Legrand, «Roses rococó rosades», «Carajo, merda!» (que va pronunciar en una tensa discussió amb el seu marit) o el recitat que feia abans de rebre els seus convidats en què ella expressava «Perquè recordin que aquest programa...» i el públic responia a l'uníson «Porta sort!».
Legrand va definir la seva trajectòria de més de setanta anys amb una frase:
| « | Els he donat la meva vida […] Tot el que vaig fer va ser perquè sóc una gran lluitadora. No me'n penedeixo de res. | » |

## Filmografia

### Filmografia a Argentina
- 1940: Hay que educar a Niní
- 1941: Novios para las muchachas
- 1941: Los martes, orquídeas
- 1941: Soñar no cuesta nada
- 1942: Adolescencia
- 1942: El viaje
- 1942: Claro de luna
- 1943: El espejo
- 1943: Safo, historia de una pasión
- 1944: La pequeña señora de Pérez
- 1944: Mi novia es un fantasma
- 1944: La casta Susana
- 1945: María Celeste
- 1945: La señora de Pérez se divorcia
- 1945: Cinco besos
- 1946: Un beso en la nuca
- 1947: Treinta segundos de amor
- 1947: El retrato
- 1947: Como tú lo soñaste
- 1948: Pasaporte a Río
- 1948: Vidalita
- 1949: La doctora quiere tangos
- 1950: La vendedora de fantasías
- 1950: Esposa último modelo
- 1951: El pendiente
- 1952: La de los ojos color del tiempo
- 1954: Tren internacional
- 1955: El amor nunca muere
- 1956: La pícara soñadora
- 1959: En la ardiente oscuridad
- 1960: La patota
- 1960: Sábado a la noche, cine
- 1962: Bajo un mismo rostro
- 1963: La cigarra no es un bicho
- 1965: Con gusto a rabia

### Filmografia a Espanya
- 1953: Doña Francisquita

## Carrera teatral
- 1957: La Luna es azul
- 1962: Buenos Aires de seda y percal
- 1964: Divorciémonos
- 1966: Mi complejo es el champagne
- 1968: Secretismo shh
- 1969: El proceso de Mary Duggan
- 1970: 40 kilates
- 1975: Constancia
- 1978: Rosas rojas, rosas amarillas
- 1986: Tovarich
- 1990: Potiche

## Ràdio
- 1943: El club de la amistad
- 2004-2005: Mirtha en la red

## Televisió
- 1958: M ama a M
- 1966: Carola y Carolina
- 1968-2021: Almorzando con Mirtha Legrand
- 1988: Conversando con Mirtha Legrand
- 1990: Mirtha para todos
- 1999-2000/2004: Mirtha de noche
- 2002: Son amores (participació com ella mateixa)
- 2012: La dueña
- 2013-actualitat: La Noche de Mirtha

## Premis[100]

### Premis Martín Fierro
| Any  | Categoría                         | Treball nominat               | Resultat   |
| ---- | --------------------------------- | ----------------------------- | ---------- |
| 1970 | Millor progama d'entreteniment    | Almorzando con Mirtha Legrand | Nominada   |
| 1990 | Millor programa d'interès general | Almorzando con Mirtha Legrand | Guanyadora |
| 1990 | Millor conducció                  | Almorzando con Mirtha Legrand | Guanyadora |
| 1991 | Millor programa d'interès general | Almorzando con Mirtha Legrand | Guanyadora |
| 1991 | Millor conducció                  | Almorzando con Mirtha Legrand | Nominada   |
| 1992 | Millor programa d'interès general | Almorzando con Mirtha Legrand | Guanyadora |
| 1992 | Millor conducció femenina         | Almorzando con Mirtha Legrand | Guanyadora |
| 1992 | Martín Fierro d'Or                | Almorzando con Mirtha Legrand | Guanyadora |
| 1993 | Millor programa d'interès general | Almorzando con Mirtha Legrand | Nominada   |
| 1993 | Millor conducció femenina         | Almorzando con Mirtha Legrand | Guanyadora |
| 1994 | Millor programa d'interès general | Almorzando con Mirtha Legrand | Guanyadora |
| 1994 | Millor conducció femenina         | Almorzando con Mirtha Legrand | Guanyadora |
| 1995 | Millor programa d'interès general | Almorzando con Mirtha Legrand | Nominada   |
| 1997 | Millor programa d'interès general | Almorzando con Mirtha Legrand | Guanyadora |
| 1997 | Millor conducció femenina         | Almorzando con Mirtha Legrand | Nominada   |
| 1998 | Millor programa d'interès general | Almorzando con Mirtha Legrand | Guanyadora |
| 1999 | Millor programa d'interès general | Almorzando con Mirtha Legrand | Nominada   |
| 2000 | Millor programa d'interès general | Almorzando con Mirtha Legrand | Nominada   |
| 2000 | Millor conducció femenina         | Almorzando con Mirtha Legrand | Nominada   |
| 2001 | Millor conducció femenina         | Almorzando con Mirtha Legrand | Nominada   |
| 2003 | Millor programa d'interès general | Almorzando con Mirtha Legrand | Guanyadora |
| 2003 | Millor conducció femenina         | Almorzando con Mirtha Legrand | Guanyadora |
| 2004 | Millor programa d'interès general | Almorzando con Mirtha Legrand | Nominada   |
| 2004 | Millor conducció femenina         | Almorzando con Mirtha Legrand | Guanyadora |
| 2005 | Millor conducció femenina         | Almorzando con Mirtha Legrand | Nominada   |
| 2006 | Millor programa d'interès general | Almorzando con Mirtha Legrand | Nominada   |
| 2006 | Millor conducció femenina         | Almorzando con Mirtha Legrand | Nominada   |
| 2007 | Millor programa d'interès general | Almorzando con Mirtha Legrand | Nominada   |
| 2007 | Millor conducció femenina         | Almorzando con Mirtha Legrand | Nominada   |
| 2007 | Martín Fierro a la Trajectòria    | Almorzando con Mirtha Legrand | Guanyadora |
| 2008 | Millor programa d'interès general | Almorzando con Mirtha Legrand | Guanyadora |
| 2008 | Millor conducció femenina         | Almorzando con Mirtha Legrand | Guanyadora |
| 2008 | Martín Fierro de Platí            | Almorzando con Mirtha Legrand | Guanyadora |
| 2009 | Millor programa d'interès general | Almorzando con Mirtha Legrand | Guanyadora |
| 2009 | Millor conducció femenina         | Almorzando con Mirtha Legrand | Nominada   |
| 2010 | Millor programa d'interès general | Almorzando con Mirtha Legrand | Nominada   |
| 2010 | Millor conducció femenina         | Almorzando con Mirtha Legrand | Nominada   |
| 2012 | Millor actriu de minisèrie        | La dueña                      | Nominada   |
| 2013 | Millor conducció femenina         | Almorzando con Mirtha Legrand | Nominada   |
| 2014 | Millor programa d'interès general | Almorzando con Mirtha Legrand | Guanyadora |
| 2014 | Millor conducció femenina         | Almorzando con Mirtha Legrand | Nominada   |
| 2015 | Millor programa d'interès general | Almorzando con Mirtha Legrand | Nominada   |
| 2015 | Millor conducció femenina         | Almorzando con Mirtha Legrand | Nominada   |
| 2016 | Millor programa d'interès general | Almorzando con Mirtha Legrand | Guanyadora |
| 2016 | Millor conducció femenina         | Almorzando con Mirtha Legrand | Guanyadora |
| 2016 | Martín Fierro de Brillant         | Almorzando con Mirtha Legrand | Guanyadora |
| 2017 | Millor programa d'interès general | Almorzando con Mirtha Legrand | Nominada   |
| 2017 | Martín Fierro Honorífic           | Almorzando con Mirtha Legrand | Guanyadora |

### Altres premis
- Menció especial de l'Acadèmia d'Arts i Ciències Cinematogràfiques de l'Argentina (1941)
- Premi a la millor actriu de l'Acadèmia d'Arts i Ciències Cinematogràfiques de l'Argentina (1944)
- Premi Còndor de Plata a la millor actriu (1945)
- Premi a la millor actriu de l'Acadèmia d'Arts i Ciències Cinematogràfiques de l'Argentina (1952)
- Premi Konex (1981)
- Premi San Martín de Tours (1984)
- Premi Konex (1991)
- Menció Estrella de Mar a la trajectòria (1991)
- Dona de l'Any (1992)
- Premi Pablo Podestá a la trajectòria (1994)
- Menció del Festival de la Dona i el Cinema a la trajectòria (1994)
- Premi Còndor de Plata a la trajectòria (1997)
- Premi Konex de Platí (2001)
- Premi Clarín Espectacles a la trajectòria (2004)
- Premi Estrella de Mar a la trajectòria (2006)
- Premi a la trajectòria al Senat de la Nació Argentina (2007)[101]
- Premi Florencio Sánchez a la trajectòria (2008)
- Premi CILSA al Compromís Social (2010)
- Premi de l'Associació Amics del Teatre Nacional Cervantes (2011)
- Premi Tisora de Brillants de la Cambra Argentina de la Moda (2013)
- Premi Estrella de Mar de Platí (2017)
- Menció Especial dels Premis Konex (2017)